# Muduex
Muduex es un municipio y localidad española de la provincia de Guadalajara, en la comunidad autónoma de Castilla-La Mancha. El término tiene una población de 109 habitantes (INE 2024).

## Geografía
Por el municipio pasan el río Badiel y la carretera de Madrid a Barcelona.

## Historia
A mediados del siglo XIX, la villa tenía contabilizada una población de 234 habitantes. Aparece descrita en el undécimo volumen del Diccionario geográfico-estadístico-histórico de España y sus posesiones de Ultramar de Pascual Madoz de la siguiente manera:

MUDUEX: v. con ayunt. en la prov. de Guadalajara (5 leg.), part. jud. de Brihuega (2), aud. terr. de Madrid (15), c. g. de Castilla la Nueva, dióc. de Toledo (27). sit. en un valle al pie de una sierra que la resguarda de los vientos del N.; su clima es húmedo y propenso á fiebres intermitentes. Tiene 52 casas; la consistorial; escuela de instruccion primaria á cargo de un maestro, á la vez secretario de ayuntamiento, dotado con 40 fan. de trigo; un pósito con el fondo de 26 fan. de grano; un horno de pan cocer; una buena fuente de abundantes y esquisitas aguas; una igl. parr. (Ntra. Sra. de los Remedios), y un cementerio contiguo á la misma. térm.: confina con los de Grajanejos, Trijueque, Padilla y Utande: dentro de él se encuentra una ermita (La Soledad). El terreno participa de valle y quebrado, este de inferior calidad, y aquel de buena; hay un escelente monte carboneable, de encina y roble: atraviesa el valle el riach. Vadiel, de curso interrumpido en los veranos escasos de aguas, pero temible por sus desbordaciones en las avenidas. caminos: los locales y la carretera de Madrid á Barcelona. correo: se recibe y despacha en la cab. del part. prod.: toda clase de cereales, aceite, vino, legumbres, patatas, frutas, leñas de combustible y carboneo, y yerbas de pasto, con las que se mantiene ganado lanar, cabrio, vacuno, mular y asnal. ind.: la agrícola, el carboneo y un molino aceitero. comercio: esportacion del sobrante de frutos y carbon, é importacion de los art, que faltan. pobl.: 53 vec., 234 alm. cap. prod.: 726,945 rs. imp.: 65,425. contr.: 4,357.
(Madoz, 1848, p. 670)

## Demografía
Muduex cuenta con una población de 109 habitantes (INE 2024).

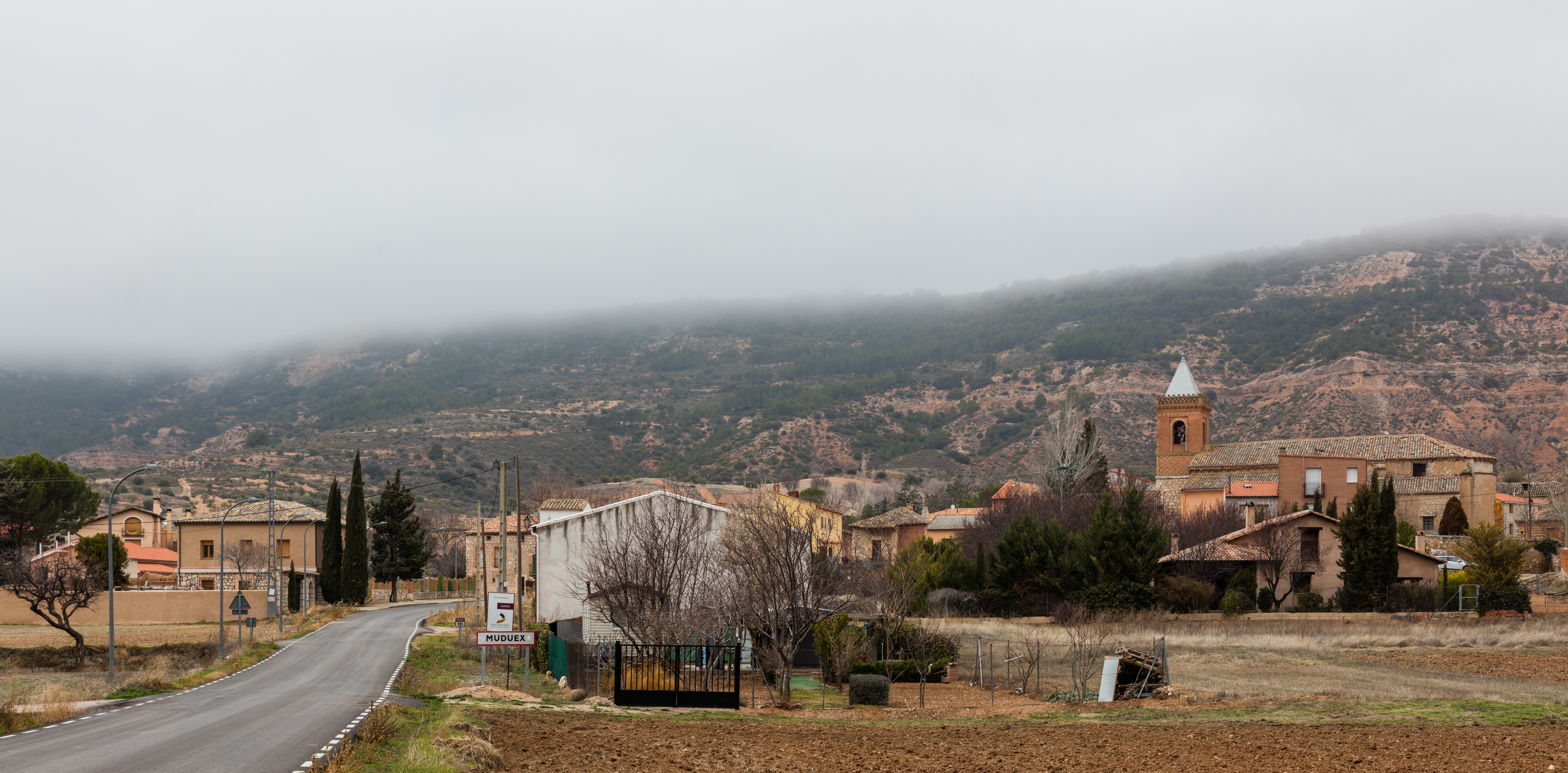
Vista de la localidad, atravesada por la carretera GU-107.

| Gráfica de evolución demográfica de Muduex entre 1842 y 2021                                                        |
| |
| Población de derecho según los censos de población del INE Población de hecho según los censos de población del INE |

| 134           | 125 | 113 | 120 | 111 | 116 |
| (Fuente: INE) |     |     |     |     |     |

## Fiestas patronales
Las fiestas patronales de San Diego son el 12 de noviembre. El 26 de julio son las fiestas de Santa Ana.